# 교황청
교황청(敎皇廳, 라틴어: Romana Curia ministerium suum implent, 이탈리아어: Curia romana, 영어: Roman Curia) 또는 로마 교황청은 기독교에서 성좌의 행정기관이며 교황과 더불어 로마 가톨릭교회 전체를 통솔하는 중앙통제기구를 가리키는 말이다. 교황청은 교회의 올바른 기능과 목표 성취를 위해 필요한 중앙 기구를 조정하고 규정한다. 교황청은 서구식 통치 형태를 갖춘 나라들의 정부와 비교해서 느슨한 형태의 기구라고 볼 수도 있지만, 국무원의 제2부서인 외무부와 교육성은 세속 정부의 특정 부서와 직접적으로 견줄 수 있다. 그러나 바티칸 시국에서 관리하는 관공서들은 교황청에 속해 있지 않으며, 성좌의 웹사이트에 따르면 교황청을 구성하는 조직들과 그 임무는 다음과 같다.

## 사무국

### 국무원
국무원(라틴어: Secretaria Status)은 교황청에서 가장 오래된 조직이며 로마 가톨릭 교회의 정부 내각이다. 국무원을 총지휘하는 국무원장 추기경은 바티칸 시국과 성좌의 모든 정치적·외교적 업무를 수행하고 있다. 국무원은 제1부서로 알려진 국무부와 제2부서로 알려진 외무부로 역할이 분담되어 있다. 15세기에 설립된 국무원은 성좌의 활동 조정에 가장 많이 관여를 하는 기구이다. 국무원장은 성좌의 총리격이라고 할 수 있다.

### 사도좌 재무원
사도좌 재무원은 2014년 교황 프란치스코가 설립하였다.

## 심의회
심의회는 교황청에서 사법권을 가진 조직으로서 로마 가톨릭교회의 중앙 행정 기관이다. 각 심의회를 이끄는 장관은 추기경이 맡는다. 최근까지 추기경이 아닌 사람이 심의회의 장관으로 임명된 추기경회의를 통해 그가 추기경으로 서임될 때까지는 장관 서리라고 불린다. 최근에는 이러한 관행이 사라지고 있다.

### 신앙교리성
신앙교리성(라틴어: Congregatio pro Doctrina Fidei)은 교황청의 아홉 심의회 가운데 가장 역사가 오래된 심의회이다. 신앙교리성은 주로 기독교 교리를 감독하는 업무를 담당하는 교황청의 주요 기관이다. 신앙교리성은 이단 세력으로부터 온전한 신앙과 윤리를 보호하려고 설치한 종교재판소의 후신(後身)이다.

### 동방교회성

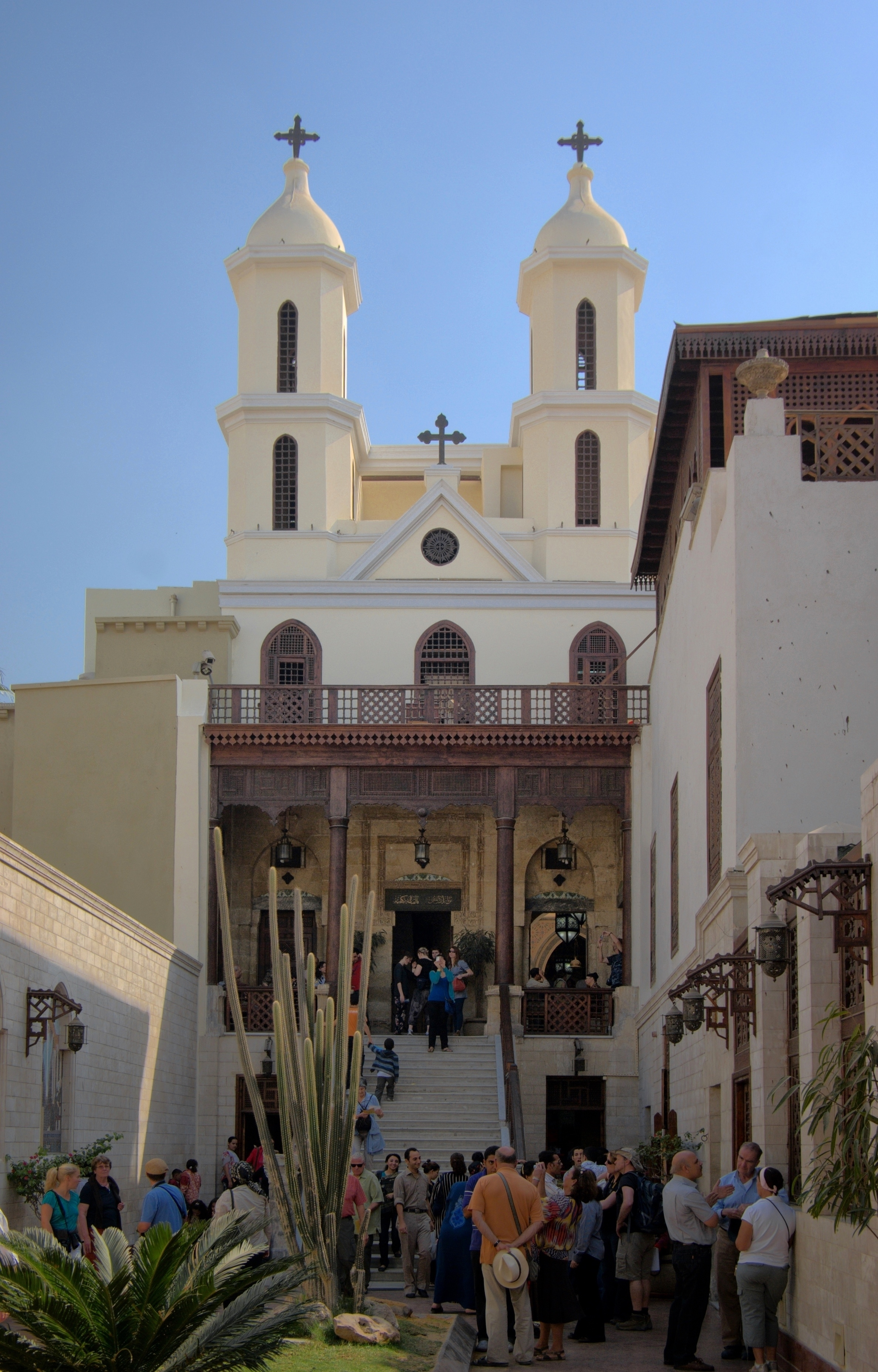
1,200만명 이상의 이집트인들은 콥트교회 신자로서 기독교 신앙을 따른다.

동방교회성(라틴어: Congregatio pro Ecclesiis Orientalibus)은 동방 가톨릭교회들과의 친교에 대한 책임을 진 교황청의 심의회이다. 동방교회부는 라틴 전례의 예식과 규율 그리고 영적 재산과 더불어 동방 교회의 전통적인 유산도 보호하고 성장을 도우면서 하나의 완전한 가톨릭교회의 지속을 도모한다. 동방교회성은 이집트와 시나이반도, 에리트레아, 에티오피아 북부, 알바니아 남부, 불가리아, 키프로스, 그리스, 이스라엘, 이란, 이라크, 레바논, 팔레스타인, 시리아, 요르단, 터키, 우크라이나 등의 지역들에 대한 관할권을 지니고 있다.
동방교회성의 기원은 1862년 1월 6일 교황 비오 9세가 설치한 ‘포교성부 및 동방전례평의원’이다. 동방교회성에는 그리스도인 일치촉진평의회 의장은 물론, 동방 가톨릭교회의 모든 총대주교와 대주교가 회원에 포함되어 있다.

### 경신성사성
경신성사성(라틴어: Congregatio de Cultu Divino et Disciplina Sacramentorum)은 동방 가톨릭교회와는 뚜렷하게 다른 라틴 가톨릭교회의 전례 거행과 관련된 직무 대부분과 성사들에 대한 몇 가지 법적인 문제들을 담당하는 로마 교황청의 심의회이다.

### 시성성
시성성(라틴어: Congregatio de Causis Sanctorum)은 성인 후보자들에 대한 뛰어난 덕목을 지녔다는 진술들과 시복 단계에서부터 성인 시성에 이르기까지의 모든 과정을 감독하는 교황청의 심의회이다. 기적의 인가를 포함하여, 사례에 대한 관례적인 조사들을 마무리한 다음 교황에게 제출하여 후보자를 시복 또는 시성 절차를 밟을지를 결정해 달라고 요청한다.
시성성의 모체는 1588년 1월 22일 교황 식스토 5세가 교서 Immensa Aeterni Dei를 반포하면서 창설한 ‘예부성성’이다. 예부성성은 경신례와 시성 문제를 함께 처리하였다.
1969년 5월 8일에 교황 바오로 6세가 사도적 헌장 Sacra Rituum Congregatio를 반포하여 예부성성을 경신성사성과 시성성 두 개의 심의회로 분할하였다. 시성성에는 세 가지 직무를 줬는데, 첫째는 사법 소송 절차를 다루는 직무, 둘째는 신앙을 보호하는 직무, 셋째는 역사적 법률적 직무이다.
1983년 교황 요한 바오로 2세에 의해 도입된 시성 절차 변경에 따라 하느님의 종으로 선언된 후보자들의 시성 준비를 위해 일단의 보고관들이 추가되었다.

### 인류복음화성
인류복음화성(라틴어: Congregatio pro Gentium Evangelisatione)은 교황청에서 선교 활동과 관련된 업무를 담당하는 심의회이다. 예전의 명칭인 ‘포교성성’으로 더 잘 알려지기도 한다. 1982년 교황 요한 바오로 2세에 의해 지금의 이름으로 바뀌었다. 근대적 용어인 ‘프로파간다(선전)’는 이 심의회의 명칭에서 유래한 것이다.

### 성직자성
성직자성(라틴어: Congregatio pro Clericis)은 수도회에 소속되어 있지 않은 사제들과 부제들에 관한 문제와 감독을 책임지는 로마 교황청의 심의회이다. 성직자성은 현직 사제에 대한 특면 청원을 다룰 뿐만 아니라, 사제평의회와 그 밖에 전 세계 곳곳의 사제 단체들에 적용되는 입법 행위를 다룬다.

### 수도회성
수도회성(라틴어: Congregatio pro Institutis Vitae Consecratae et Societatibus Vitae Apostolicae)은 회원의 입회와 육성, 승인과 해체, 관리 감독, 학습, 재산 관리, 서원에 대한 관면과 회원의 퇴회 등 봉헌생활회(남녀수도회 및 재속회)와 사도생활단과 관련된 모든 것을 총괄하는 로마 교황청의 심의회이다. 정식 명칭은 봉헌생활회 및 사도생활단성이지만, 한국에서는 편의상 수도회성이라고 부른다.

### 교육성
교육성(라틴어: Congregatio de Institutione Catholica)은 신학교(인류복음화성과 동방교회성에서 감독하는 곳은 제외)와 수도회와 재속회로 구성된 종교 단체들, 교회 또는 평신도 세속인에 의존하는 대학교, 학부, 협회 그리고 고등학교의 학습 그리고 교회 당국에 종속된 학교와 교육기관 등에 대한 책임을 담당하는 로마 교황청의 심의회이다.

### 주교성
주교성(라틴어: Congregatio pro Episcopis)은 인류복음화성의 선교 지역이 아닌 곳 또는 동방 가톨릭교회를 담당하는 동방교회성의 관할권 아래 편입되는 지역들의 신임 주교 선발을 감독하는 로마 교황청의 심의회이다. 주교부는 또한 필수적으로 5년마다 주교들과 함께하는 교황의 공식회견 일정을 잡으며 새 교구 설정을 결정한다.

## 3법원
교황청의 사법 기관이다. 법원의 최고 재판관은 교황이며, 교황은 직접 재판에 참여하거나, 다른 재판관에게 권한을 위임하는 방법으로 재판에 참여한다.

### 내사원
내사원(라틴어: Paenitentiaria Apostolica)은 내적 법정에 관련된 문제와 대사에 관련된 소송을 다룬다.

### 대심원
대심원(라틴어: Supremum Tribunal Signaturae Apostolicae)은 1) 공소원 판결에 대한 항소, 2) 공소원이 재심을 거부한 소송, 3) 공소원 관리들의 업무에 관련된 소송 등을 담당하며, 4) 세계 교회의 관할권 등 행정적인 문제에 대해서도 판결한다.

### 공소원
공소원(라틴어: Tribunal Rotae Romanae)에서는 교황청에 올라 온 모든 상소들을 다룬다. 주로 1) 1심 통상 법원에서 판결되었지만 교황청에 항소가 올라온 경우, 2) 공소원에서 이전에 판결했거나, 다른 법원에서 판결한 사건에 대해 다루는 경우에 2, 3심 법원으로서의 역할을 담당한다.

## 12평의회
교황청의 진흥 기관으로 평신도들의 신자 생활 전반에 관한 사안들을 관할한다.

### 평신도평의회
평신도평의회(라틴어: Pontificium Consilium pro Laicis) -
평신도에 관련된 문제를 연구함.

### 기독교일치평의회
기독교일치평의회(라틴어: Pontificium Consilium ad Unitatem Christianorum Fovendam) - 유대교 및 다른 기독교 공동체와의 관계 개선을 위한 일을 함.

### 가정평의회
가정평의회(라틴어: Pontificium Consilium pro Familia) -
혼인과 가정 문제에 대해 연구함.

### 정의평화평의회
정의평화평의회(라틴어: Pontificium Consilium de Iustitia et Pace) - 복음과 사회교리에 따라 전 세계의 정의와 평화를 위한 일을 함.

### 사회복지평의회
사회복지평의회(라틴어: Pontificium Consilium Cor Unum) - 가난한 사람들에 대한 교회의 원조 활동을 도움.

### 이주사목평의회
이주사목평의회(라틴어: Pontificium Consilium de Spirituali Migrantium atque Itinerantium Cura) - 이민, 유목민, 난민, 관광 여행객, 선원 등 거주지의 변화가 많은 이들에 대한 배려를 담당함.

### 보건사목평의회
보건사목평의회(라틴어: Pontificium Consilium de Apostolatu pro Valetudinis Administris) - 병에 시달리고 있는 사람들을 위한 교회의 영성 지도 등 사목활동을 담당함.

### 교회법해석평의회
교회법해석평의회(라틴어: Pontificium Consilium de Legum Textibus Interpretandis) - 교회법에 대한 공식적인 유권해석을 함.

### 교황청 종교간 대화 평의회
종교간대화평의회(라틴어: Pontificium Consilium pro Dialogo inter Religiones) - 기독교와 다른 종교 사이의 상호 이해를 넓히기 위한 일을 함.

### 문화평의회
문화평의회(라틴어: Pontificium Consilium de Cultura) - 교회와 문화계, 유네스코와의 협력을 통해 인류문화의 발전을 위해 노력함.

### 사회홍보평의회
사회홍보평의회(라틴어: Pontificium Consilium de Communicationibus Socialibus) - 대중매체를 이용한 교회 홍보를 위해 노력함.

## 3사무처
교황청의 특수 업무 기관이다.
- 교황청궁무처(라틴어: Camera Apostolica)  - 교황 궐위 시 새 교황이 선출될 때까지 교황을 대리하는 기관으로 교회법에 따라 교황청의 세속 권리와 재산을 보호 관리함.
- 사도좌세습재산관리처(라틴어: Administratio Patrimonii Sedis Apostolicae) - 교황청의 임무 수행에 필요한 경비 지출을 위해 지정된 교황청의 고유 재산을 관리하는 일을 담당함.
- 성좌재무심의처(라틴어: Praefectura Rerum Oeconomi-carum Sanctae Sedis) - 교황청에 종속되어 있는 부서들의 예결산심의를 비롯한 재산 관리를 조정하고 지도하는 일을 함.
- 오세영 작가가 쓴 역사소설 《베니스의 개성상인》(장인, 위즈덤하우스, 예담)에서는 로마 교황청의 사무처가 성 베드로 대성전의 수리에 필요한 유리 입찰을 맡아서 진행하는 일화가 나옴. 주인공 안토니오 코레아가 토스카나 대공국의 루시아니 공녀가 참여한 유리입찰에서, 재치와 기지를 발휘해 낙찰함으로써 이탈리아 베네치아 공화국 델 로치 상사에서 상인으로서 자리를 잡는 계기인 사건이다.

## 기타 기관
- 교황청궁내원(라틴어: Praefectura Pontificalis Domus) - 교황 알현과 교황청 내부 질서 유지 등 교황청 내의 모든 업무를 총괄함.
- 교황청전례주관원(라틴어: Officium de Liturgicis Celebrationibus Summi Pontificis) - 교황이 집전하는 전례 및 예식 집행, 추기경 및 주교 서품, 교황 선출을 주관함.

## 성좌 부속 기관
- 바티칸 비밀문서고
- 바티칸 도서관
- 교황청과학원
- 바티칸출판인쇄소
- 바티칸출판사
- 바티칸방송국
- 바티칸자선원